# The Answer Lies in the Black Void
The Answer Lies in the Black Void ist eine 2021 gegründete Atmospheric-Doom-Band.

## Geschichte
The Answer Lies in the Black Void entstand 2021 als Kooperation von Martina Horváth von Thy Catafalque und Jason Köhnen der unter anderem als Bong-Ra und mit The Kilimanjaro Darkjazz Ensemble, Celestial Season oder The Lovecraft Sextet Bekanntheit erlangt hatte. Das Duo arbeitete bereits im Zuge des elektronischen Projekt Mansur miteinander und verständigte sich über den Wunsch ein gemeinsames Doom-Metal-Projekt zu beginnen. Das Debüt erarbeitete das Duo über das Internet, indem sich beide Ideen zuspielten. Binnen dreier Monate wurde das Album Forlorn geschrieben, komponiert, produziert, gemischt und gemastert. An diesen Aufnahmen beteiligten sich neben Horváth und Köhnen die Gitarristen Gábor Drótos und Olly Smit, der Keyboarder Tamás Kátai und der Saxophonist Colin Webster als Gastmusiker.
Mit dem Album debütierte The Answer Lies in the Black Void am 24. September 2021 über Burning World Records. Die Resonanz auf das Debüt gestaltete sich durchgehend positiv. Das Album weise die aufgrund der Namen der Beteiligten zu erwartende Qualität auf lautete das für Metalstorm geschriebene Urteil über Forlorn. Es sei ein wichtiges Album, sowie eines „das schönste düstere Experiment des Jahres“. Als „etwas besonderes“, dass man nicht verpassen sollte, bezeichnete Sean Haner von The Sleeping Shaman das Album. Obschon Köhnen eine Fülle an Projekten aufweise und viele davon nur als kurzfristige Entitäten existierten sei Forlorn zu gelungen, um keine Folgeveröffentlichung nach sich zu ziehen, schrieb „Gardenstale“ für das Webzine Angry Metal Guy. Ähnlich urteilte Stephan Rajchl für Metal1.info:

„Vielleicht hätten THE ANSWER LIES IN THE BLACK VOID mit ihrem Debüt sogar das beste Doom-Metal-Werk des Jahres vorgelegt, wäre da nicht die dürftige Produktion, die vor allem die Vocals wie ein zähflüssiger Film überzieht („Curse“). Trotz dieses nicht unwesentlichen Dämpfers ist „Forlorn“ dank seiner einfallsreichen und zugleich schlüssigen Kompositionen sowie Horváths kraftvoller Performance berührend, mitreißend und mitunter sogar erschütternd. Es bleibt zu hoffen, dass THE ANSWER LIES IN THE BLACK VOID es nicht bei einem einzigen Release belassen, sondern in Zukunft noch mehr Schattierungen ihres Lieblingsgenres ergründen werden – idealerweise mit einem geschärften Blick für das passende Klanggewand.“

Eine Fortführung der Band The Answer Lies in the Black Void stellten Köhnen und Horváth bereits nach der Veröffentlichung ihres Debüts in Aussicht. In den Jahren 2022 und 2022 veröffentlichte das Duo vereinzelte Singles als Musikdownload via Bandcamp. Das zweite Album Thou Shalt erschien 2023. Thou Shalt wurde als Album voll von „stimmungsvoller, doomiger Melancholie, die sich wie eine warme, erkennbare Decke anfühlen, in die man sich an einem kalten Wintertag einkuscheln kann“ gelobt. Die „schwere, gefühlsbetonte Musik,“ könne seine Hörerschaft „garantiert in verschiedene Richtungen“ bewegen, drängen und ziehen.

## Stil
The Answer Lies In The Black Void spielen einen eklektischen Atmospheric Doom, der eine „bewährte Formel des Gothic Doom“ mit alleinigem Frauengesang aus der Dark-Jazz-Perspektive von Köhnen neu erfindet. „Saxophone, Kirchenorgeln, Geigen, Elektronik. Das alles ist kein Neuland im Doom Metal. Aber wenn man sie auf eine bestimmte Art und Weise neu arrangiert, kann man eine Seite des Doom Metal freilegen, die in der Vergangenheit geschlummert hat.“ Zum Vergleich wird auf The Gathering, Darkher und Trees of Eternity verwiesen.
Die Band nutzt ein für Doom Metal als „üblich“ geltendes Fundament aus „zäh wie ein Magmastrom“ fließender Musik. Das instrumentale Spiel der Grundinstrumente Gitarre, Bass und Schlagzeug variiert auf der Basis des modernen Doom Metal hin zu Varianten die eher Traditional Doom und Elemente des Extreme Doom zitieren. Dabei nähere sich das Duo der musikalischen Avantgarde und erinnere mitunter an Sonic Youth. Was die Musik in diesem Gemenge vom allgemeinen Doom Metal abhebe, sei allerdings der Gesang der alles übertreffe, was im Doom Metal als Standard gelte. Die Verbleibende Relation für Horváths Stimme läge bei Anneke van Giersbergen.

## Diskografie
- 2021: Forlorn (Album, Burning World Records)
- 2022: In Obsidian Clouds (Download-Single, Burning World Records)
- 2023: To Kill the Father (Download-Single, Burning World Records)
- 2023: Thou Shalt (Album, Burning World Records)